# 広島県立西城紫水高等学校
広島県立西城紫水高等学校（ひろしまけんりつ さいじょうしすいこうとうがっこう）は広島県庄原市西城町西城に所在する公立の高等学校。

## 設置学科
- 普通科

## 概要
かつては広島県内陸地方に残った最後の商業高校である西城商業高校であったが、1998年に現在の校名に変更され現在の体制に移行した。また寄宿舎も併設している。

## 沿革
- 1928年(昭和3年)4月 - 高等女学校令に基づく広島県西城町立実科高等女学校として開校[1]
- 1943年4月 - 中等学校令施行に伴い、広島県西城高等女学校に改称[2]
- 1948年 - 西城町立西城高等学校（全日制普通科・家庭科、定時制普通科併設）
- 1949年 - 広島県立比婆西高等学校西城分校となる（昼間定時制農業科）
- 別に西城町立西城家政専門学校を設立
- 1952年 -西城町立西城高等学校として再統合（昼間定時制農業科・被服科）
- 1954年 - 広島県に移管し広島県立西城高等学校となる
- 1957年 - 商業科を新設し、農業科募集を停止する。
- 1959年 - 現在地に移転
- 1961年 - 全日制となる（商業科・家政科）
- 1966年 - 商業科のみになり、家政科の募集を停止する
- 1968年 - 広島県立西城商業高等学校と改称する
- 1991年(平成3年) - サービス観光科・情報処理科を新設
- 1998年 - 広島県立西城紫水高等学校となり、普通科を新設し、サービス観光科・情報処理科の募集を停止する
- 2023年（令和5年）[いつ?]全校生徒数が2年連続80人未満となり、上下高校・湯来南高校と共に、統廃合再編の検討対象となる条件に該当[3]。